# بروستر اف۲ای بوفالو
اف۲ای بوفالو (به انگلیسی: F2A Buffalo) یک هواگرد از نوع هواپیمای جنگنده ساخت شرکت Brewster Aeronautical Corporation است. هواگرد اف۲ای بوفالو نخستین پروازش را در ۲ دسامبر ۱۹۳۷ میلادی انجام داد. این هواگرد در سال آوریل ۱۹۳۹ میلادی رسماً معرفی گردید و در سال‌های ۱۹۳۸ تا ۱۹۴۱ تولید شده‌است. در مجموع، تعداد ۵۰۹ فروند از این هواگرد ساخته شده‌است.